# Dee Winters
De'Monderick Winters, detto Dee (Brenham, 17 ottobre 2000), è un giocatore di football americano statunitense che milita nel ruolo di linebacker per i San Francisco 49ers della National Football League (NFL).

## Carriera

### San Francisco 49ers
Winters al college giocò a football a TCU, venendo inserito nella formazione ideale della Big 12 Conference nell'ultima stagione. Fu scelto nel corso del sesto giro (216º assoluto) nel Draft NFL 2023 dai San Francisco 49ers. Debuttò come professionista subentrando nella gara del terzo turno contro i New York Giants disputando 17 snap con gli special team. La sua prima stagione si chiuse con 10 tackle in 15 presenze, nessuna delle quali come titolare.

## Palmarès
- National Football Conference Championship: 1

San Francisco 49ers: 2023